# Реквием Ходжалы
Реквием Ходжалы (азерб. Xocalı rekviyemi) — произведение российского композитора Александра Чайковского, посвящённое трагическим событиям в азербайджанском городе Ходжалы.

## История создания
Реквием Ходжалы был написан Александром Чайковским специально для традиционного фестиваля, ежегодно проходящего в азербайджанском городе Габала. Произведение повествует не только о трагедии в Ходжалы, но и посвящено людям многих стран, переживших ужасы войны.
Сам автор сказал об истории написания своего произведения следующее:
«Сначала я собрал информацию о Ходжалы, посмотрел различные видеокадры, послушал на дисках азербайджанскую музыку и, используя все это, написал это произведение.»
По словам Чайковского, написав этот реквием, он продемонстрировал поддержку музыкантов людям во многих странах мира, пережившим ужасы войны..
«Когда сегодня вечером будет исполнена эта музыка, все участники фестиваля, а также мировая общественность поймут состояние людей, переживших горе войны. Надеюсь, что кровь и слезы людей больше не будут проливаться.»

## Сочинение
Александр Чайковский активно использует в своем сочинении мугам – древнейший азербайджанский жанр устной музыкальной традиции.

## Концертная премьера
Премьера реквиема состоялась 7 августа 2012 года, в заключительный день IV Габалинского международного музыкального фестиваля. Произведение было исполнено камерным оркестром «Московские солисты».
В концерте, проходившем под управлением художественного руководителя Государственного симфонического оркестра «Новая Россия», создателя камерного оркестра «Московские солисты» Юрия Башмета, участвовали также народный артист Азербайджана и СССР Фархад Бадалбейли (пиано), российско-американский дирижёр и виолончелист, сын пианистки Оксаны Яблонской и гобоиста Альберта Зайонца - Дмитрий Яблонский (виолончель) и заслуженный артист Азербайджана Сахиб Пашазаде (тар).
Во вступительном слове Александр Чайковский отметил, что реквием появился на свет при поддержке Фонда Гейдара Aлиева и по предложению его ближайшего друга Дмитрия Яблонского.